# Uffeln (Vlotho)
Uffeln ist ein Ortsteil der ostwestfälischen Stadt Vlotho im Kreis Herford in Nordrhein-Westfalen mit 3.623 Einwohnern (Stand: 31. Dezember 2022).

## Geographie

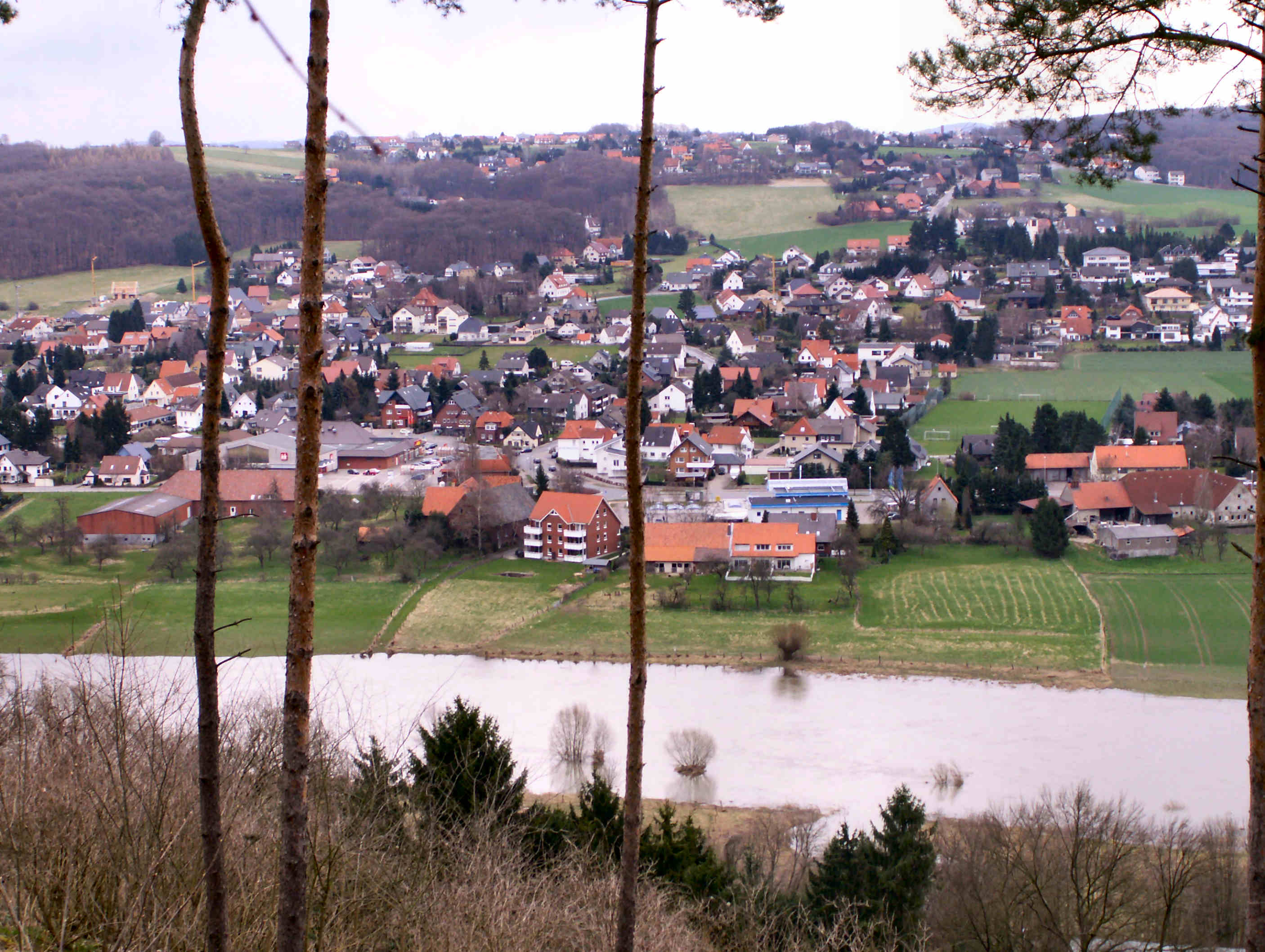
Blick auf Uffeln vom Standort Burg Vlotho auf dem Amtshausberg

Uffeln liegt als einziges Gebiet des Kreises Herford östlich der Weser und gehört damit geografisch nicht zum Ravensberger Land. Ein Großteil des Gebietes besteht aus dem bis zu 170 m hohen Höhenrücken Buhn. Dieser Hügel fällt an seiner südöstlichen steil ab. Sein Name ist gleichbedeutend mit erhöhter Fläche (vgl. das Wort Bühne). Er ragt zugleich wie eine Buhne in die Weser, die Uffeln in einem großen Bogen umrundet und die natürliche Ortsteilgrenze im Westen, Süden und Osten bildet. Buhn ist zugleich die Bezeichnung einer Ortslage.

## Geschichte
Erstmals wurde Uflen 1258 im Zusammenhang mit der Gründung des Klosters Segenstal in Vlotho erwähnt. Der Name ist aus zwei Begriffen zusammengesetzt, so steht die Silbe len für den sogenannten Lohwald. Der erste Teil Uf könnte als altsächsisches Wort für Sumpf o. ä. gedeutet werden (Hans Bahlow). Im Ravensberger Urbar von 1556 wird die Lage eines der Uffelner Urhöfe (Nr. 3) als im Brueche, also im Bruch liegend bezeichnet.
Uffeln gehörte bis zu den Napoleonischen Kriegen zur Vogtei Landwehr im Amt Hausberge des Fürstentums Minden. Der Ort gehörte von 1807 bis 1813 zum Kanton Hausberge des napoleonischen Satellitenstaats Königreich Westphalen und kam 1816 zum neuen Kreis Minden. Mit der Einführung der westfälischen Landgemeinde-Ordnung von 1841 wurde Uffeln 1843 eine Landgemeinde im Amt Hausberge des Kreises. In den 1850er Jahren waren die Landgemeinden Holtrup und Uffeln für mehrere Jahre vereinigt, wurden aber am 15. Juli 1858 wieder getrennt. Bei der Gebietsreform in Nordrhein-Westfalen wurde Uffeln am 1. Januar 1973 in die Stadt Vlotho eingegliedert und wurde dadurch Teil des Kreises Herford, nicht des ebenfalls 1973 geschaffenen Kreises Minden-Lübbecke.
Bei Ausgrabungen im Jahr 1933 durch Friedrich Langewiesche wurden verschiedene Hügelgräber auf dem Buhn erforscht, deren Entstehen auf die Zeit des Überganges der Stein- zur Bronzezeit bzw. der Bronzezeit selbst datiert wurde. Obwohl bislang keine direkten Siedlungsspuren entdeckt wurden, können sie doch als Indiz für die Anwesenheit frühzeitlicher Menschen gelten.
Durch umfangreiche Förderungen von Weserkies in den 1930er Jahren entstand im Westen Uffelns ein Kiesteich. Der Kies galt als von hoher Qualität und wurde beim Bau des Vorläufers der heutigen Bundesautobahn 2 sowie der Herforder Kasernen genutzt.
Bis Anfang des 20. Jahrhunderts war Uffeln überwiegend landwirtschaftlich geprägt. Arbeit fanden die Menschen eher in der Stadt Vlotho am gegenüberliegenden linken Weserufer. Erreichen konnten sie ihre Arbeitsplätze bis 1937 sowie von 1945 bis 1951 mittels Fähre. Sie geht auf eine alte, möglicherweise schon im 15. Jahrhundert bestehende Fährverbindung zurück, die vom auf Vlothoer Seite befindlichen „Fährhof“ aus betrieben wurde. Auch Fahrzeuge konnten übergesetzt werden. Eine kleine, nur für Personen geeignete Verbindung dieser Art befand sich etwas weiter stromabwärts.
Im Jahr 1928 wurde die erste Straßenbrücke über die Weser zwischen Uffeln und Vlotho eingeweiht. Sie wurde 1945 von deutschen Pionieren gesprengt, um den anrückenden amerikanischen Streitkräften den Weserübergang zu erschweren. Diese nutzten jedoch die linksseitig der Weser vorhandene Straße für den Weitermarsch in Richtung Rinteln. 1951 wurde eine neue Straßenbrücke für die Weserüberquerung in Betrieb genommen, die 1982 durch einen modernen Neubau ersetzt wurde, um dem gewachsenen Verkehrsaufkommen gerecht zu werden.
Im Zusammenklang mit dem Vlothoer Weserhafen und damit der Weserschifffahrt wurden auf Uffelner Gebiet zwei Schiffswerften betrieben. 1879 gründete Friedrich Rasche eine Werft für Binnenschiffe. 1987 musste der Gründungsbetrieb geschlossen werden; die Filiale in Lohnde am Mittellandkanal wurde noch bis 1996 betrieben. Ein zweites Schiffbauunternehmen etablierte sich 1906: die Werft Büsching & Rosemeyer. Auch hier wurden Binnenschiffe gebaut, wie die noch als Schauobjekt vorhandene Klostersande des Elmshorner Mühlenunternehmens Kölln. Die 1972 von Büsching & Rosemeier konstruierte und in Innenausbau und Ausrüstung fertiggestellte Moby Dick fährt noch immer als Touristenattraktion im Ausflugsverkehr auf den Berliner Binnengewässern. Die Werft wurde 1984 geschlossen.

### Einwohnerentwicklung
Am 31. Dezember 2018 hatte der Ortsteil Uffeln 3591 Einwohner. Das ist ein Rückgang von 1,1 Prozent im Vergleich zum 1. Oktober 2017. Zu diesem Zeitpunkt waren von den 3631 Einwohnern 51,0 Prozent Frauen, 59,2 Prozent evangelisch, 7,4 Prozent katholisch und 6,5 Prozent Ausländer.

## Religion

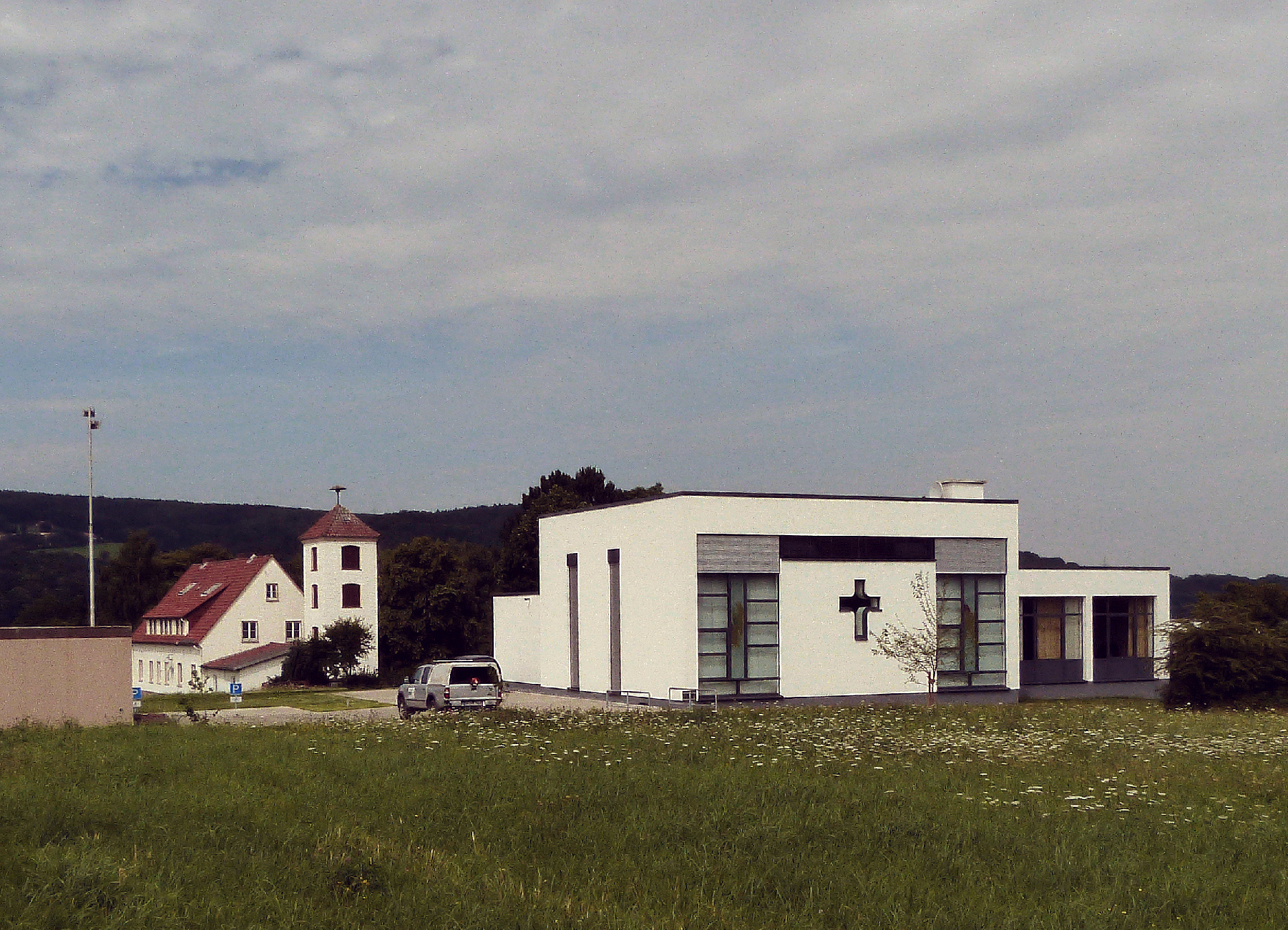
(2015) Das neue Zachäus-Gemeindezentrum der Kirchengemeinde Uffeln (Vlotho) – links daneben früheres Feuerwehrhaus mit Schlauchturm der Löschgruppe Uffeln in Vlotho

Die Evangelisch-lutherische Kirchengemeinde Uffeln wurde 2007 selbständig. Zuvor gehörte Uffeln zur Gemeinde der Evangelischen Kirche Holtrup. Seit 1972 war Uffeln ein eigener Pfarrbezirk in dieser Gemeinde.
Die bis Ende 2012 für Gottesdienste als Friedenskirche genutzte Friedhofskapelle von 1959 steht im Eigentum der Stadt Vlotho. Zum 31. Dezember 2012 wurde der Mietvertrag aus Kostengründen aufgekündigt. Als Übergangslösung nutzte die Kirchengemeinde Räume in Uffeln an der Mindener Straße für ihre Gottesdienste. Seit dem 20. April 2014, einem Ostersonntag, finden sie im neuen Gemeindezentrum Zachäus, zu dem das bisherige Gemeindehaus erweitert wurde, in Uffeln statt.
Der von Borlefzen bis Holtrup auf dem Buhn meist schnurgerade verlaufende Borlefzener Kirchweg erinnert an die Zeit, da Uffeln kirchlich zur Evangelisch-Lutherischen Kirchengemeinde Holtrup (heute Ortsteil von Porta Westfalica) gehörte.

## Politik
Die Verwaltung der Stadt Vlotho und der Stadtrat sind politisch für Uffeln zuständig. Uffelns Ortsvorsteherin ist Anke Hollensteiner (SPD).

## Kultur und Sehenswürdigkeiten

### Grünflächen und Naherholung
Durch seinen dörflichen Charakter bietet Uffeln zahlreiche natürliche Grünflächen. Am rechten Weserufer im östlichen Ortsteilgebiet liegen an zwei ehemaligen Kiesteichen zwei Campingplätze mit Wochenendhäusern, Badesee, Bootshafen und Minigolfanlage. Der 12,5 ha große Kiesteich im westlichen Ortsteilgebiet steht im Eigentum des Sportanglervereins Hannover, der dort ein Vereinsheim und Wohnwagenplätze unterhält.

### Sport
Ein in Uffeln ansässiger Sportverein ist der TuS Westfalia Vlotho-Uffeln e. V.

### Regelmäßige Veranstaltungen
Das Ortsteilfest „Uffelner Meile“ fand 2019 zum fünften Mal statt.

## Wirtschaft und Infrastruktur
An der Möllberger Straße auf dem Buhn und am Höferweg befinden sich zwei der Vlothoer Industriegebiete. Zu den größten Arbeitgebern zählen die „Kohlstädt GmbH“ mit 314 Beschäftigten sowie die „pronorm Einbauküchen GmbH“ mit 280 Mitarbeitern.
Die Nahversorgung wird weitgehend durch an der Mindener Straße angesiedelte Geschäfte gesichert.

### Verkehr
Durch Uffeln führt die Landesstraße L 778 (Mindener Straße). Über diese kann die etwa zwei Kilometer nördlich der Ortsteilgrenze gelegene Anschlussstelle 33 „Porta Westfalica“ der Bundesautobahn 2 erreicht werden sowie in Richtung Süden über die Weserbrücke der Ortsteil Vlotho. Die L 866 (Rintelner Straße) verläuft im südlichen Bereich entlang des Weserufers; die Kreisstraße K 43 (Borlefenzer Kirchweg) überquert den Buhn und stellt eine Tangente zwischen beiden Landesstraßen dar. Durch Uffeln verläuft der Weser-Radweg.
Durch Uffeln führt auf einer Länge von etwa drei Kilometern die dort eingleisige Bahnstrecke Elze–Löhne. Im südlichen Ortsteilbereich überquert die Strecke die Weser. Einen Bahnhof hat Uffeln nicht. Nächstgelegener Haltepunkt ist der Bahnhof Vlotho. Dieser ist mit dem öffentlichen Personennahverkehr durch die Linie S2 des „VlothoBus“ zu erreichen.
Die Weser ist eine Binnenwasserstraße, die auf Höhe von Uffeln hauptsächlich als Wassersport- und Freizeitrevier genutzt wird. Güterschifffahrt findet in Form von Schwerguttransporten und regelmäßigen Kiestransporten statt.
Drei Kilometer nördlich der Ortsteilgrenze liegt der Flugplatz Porta Westfalica. Der nächste internationale Flughafen ist der 60 Kilometer entfernte Flughafen Hannover.

### Öffentliche Einrichtungen
Uffeln verfügt über eine Löschgruppe der Freiwilligen Feuerwehr. Das neue Feuerwehrhaus wurde 2017 eingeweiht. An der Buhnstraße befindet sich ein Friedhof mit Friedhofskapelle.

### Bildung
Uffeln verfügt über eine Grundschule. Diese bildet seit 2008 mit der Evangelischen Grundschule Exter einen Grundschulverbund Zudem besteht ein evangelischer Kindergarten.

## Persönlichkeiten
- Jürgen Müller (* 1959), amtierender Landrat des Kreises Herford, wurde in Uffeln geboren und lebt bis heute dort[20]